# Kunz Lutfried
 Kunz Lutfried war 1402 Bürgermeister der Reichsstadt Heilbronn. 

## Leben und Wirken
Das Heilbronner Geschlecht der Lutfried erscheint auch in Alternativnamen. 1378 war Konrad oder Kunz Lutfried Richter.
Am 2. November 1402 wird ein Kaufvertrag zwischen Dieter von Berlichingen und dem Franziskanerkloster in Heilbronn von Kunz Lutfried als Bürgermeister zusammen mit seinem Amtskollegen Kunz Leyder besiegelt. 1414 wird K. Lutfried als Großvater Hans Erers des Jüngeren bezeichnet. 1415 soll K. Lutfried in engere familiäre Beziehungen zu anderen Heilbronner Patriziern getreten sein.

## Wappen
Ein Wappen der Patrizierfamilie Lutfried existiert.